# Keep on Loving You (REO Speedwagon)

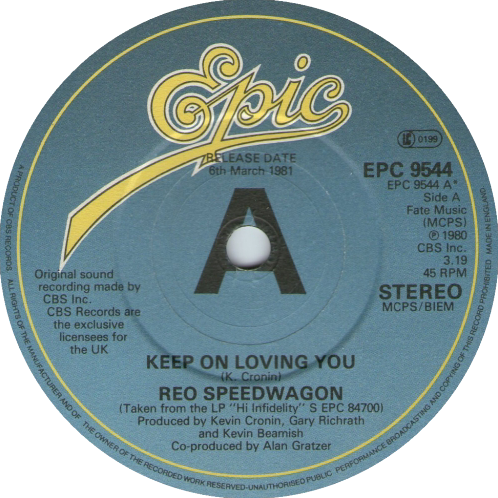

Keep On Loving You è un singolo del gruppo rock statunitense REO Speedwagon, pubblicato nel 1980 ed estratto dall'album Hi Infidelity.

## Tracce
- 7"

1. Keep On Loving You
2. Follow My Heart

## Classifiche
| Classifica (1980) | Posizione massima |
| ----------------- | ----------------- |
| Stati Uniti       | 1                 |